# Mark Wilson (darter)
Mark Wilson (Doncaster, 8 oktober 1977) is een Engelse dartsspeler die uitkomt voor de PDC. Hij haalde zijn tourkaart voor 2018/2019 door op de UK Q-School van 2018 in de top 15 van de Order of Merit te eindigen. Hij wist zijn tourkaart niet te verlengen voor 2020.